# Labidomera
Labidomera là một chi bọ cánh cứng trong họ Chrysomelidae.
Chi này được miêu tả khoa học năm 1837 bởi Chevrolat.

## Các loài
Các loài trong chi này gồm:
- Labidomera maya Daccordi & Lesage, 1999
- Labidomera olmeca Daccordi & Lesage, 1999